# Grammy Awards 2021
Die Grammy Awards 2021 wurden am 14. März 2021 in und um das Los Angeles Convention Center in Los Angeles verliehen. Es war die 63. Vergabe der Grammys, des wichtigsten US-amerikanischen Musikpreises. In die Auswahl kamen Veröffentlichungen zwischen dem 1. September 2019 und dem 31. August 2020. Die Nominierungen wurden am 24. November 2020 in einem Livestream bekanntgegeben. Wegen der COVID-19-Pandemie war kein Publikum anwesend; die Preisträger und auftretenden Künstler sangen bzw. hielten Dankesreden auf verteilten Bühnen unter Einhaltung von Schutzmaßnahmen.
Erfolgreichste Künstlerin des Abends war die R&B-Sängerin Beyoncé. Sie gewann vier Preise und wurde mit insgesamt 28 Auszeichnungen zur erfolgreichste Künstlerin in der Geschichte des Grammys. Nur noch der Dirigent Georg Solti hat mit 31 Trophäen mehr Auszeichnungen erhalten. Rapperin Megan Thee Stallion erhielt an diesem Abend drei Grammys, darunter den Hauptpreis der besten neuen Künstlerin. Im Bereich Klassik kam Produzent David Frost ebenfalls auf drei Auszeichnungen. Zwei Auszeichnungen erhielten unter anderem Popsängerin Billie Eilish, Dance-Musiker Kaytranada, Rocksängerin Fiona Apple und Jazzmusiker Chick Corea.
Taylor Swift gewann zum dritten Mal den Grammy für das Album des Jahres; Billie Eilish stellte zum zweiten Mal in Folge die Single des Jahres. Die Wahl zum Song des Jahres war ein politisches Statement: H.E.R. sang den Song I Can’t Breathe, was im Vorjahr die letzten Worte des Polizeiopfers George Floyd und ein Slogan der Black-Lives-Matter-Bewegung gewesen waren.

## Hauptkategorien
Single des Jahres (Record of the Year):
- Everything I Wanted von Billie Eilish
- nominiert waren außerdem:
  - Black Parade von Beyoncé
  - Colors von den Black Pumas
  - Rockstar von DaBaby featuring Roddy Ricch
  - Say So von Doja Cat
  - Don’t Start Now von Dua Lipa
  - Circles von Post Malone
  - Savage von Megan Thee Stallion featuring Beyoncé

Album des Jahres (Album of the Year):
- Folklore von Taylor Swift
- nominiert waren außerdem:
  - Chilombo von Jhené Aiko
  - Black Pumas (Deluxe Edition) von den Black Pumas
  - Everyday Life von Coldplay
  - Djesse Vol. 3 von Jacob Collier
  - Women in Music Pt. III von Haim
  - Future Nostalgia von Dua Lipa
  - Hollywood’s Bleeding von Post Malone

Song des Jahres (Song of the Year):
- I Can’t Breathe von H.E.R. (Autoren: Dernst Emile II, H.E.R., Tiara Thomas)
- nominiert waren außerdem:
  - Black Parade von Beyoncé (Autoren: Denisia Andrews, Beyoncé, Stephen Bray, Shawn Carter, Brittany Coney, Derek James Dixie, Akil King, Kim Krysiuk, Rickie Tice)
  - The Box von Roddy Ricch (Autoren: Samuel Gloade, Rodrick Moore)
  - Cardigan von Taylor Swift (Autoren: Aaron Dessner, Taylor Swift)
  - Circles von Post Malone (Autoren: Louis Bell, Adam Feeney, Kaan Gunesberk, Austin Post, Billy Walsh)
  - Don’t Start Now von Dua Lipa (Autoren: Caroline Ailin, Ian Kirkpatrick, Dua Lipa, Emily Warren)
  - Everything I Wanted von Billie Eilish (Autoren: Billie Eilish O’Connell, Finneas O’Connell)
  - If the World Was Ending von JP Saxe featuring Julia Michaels (Autoren: Julia Michaels, JP Saxe)

Bester neuer Künstler (Best New Artist):
- Megan Thee Stallion
- nominiert waren außerdem:
  - Ingrid Andress
  - Phoebe Bridgers
  - Chika
  - Noah Cyrus
  - D Smoke
  - Doja Cat
  - Kaytranada

## Pop
Beste Pop-Solodarbietung (Best Pop Solo Performance):
- Watermelon Sugar von Harry Styles
- nominiert waren außerdem:
  - Yummy von Justin Bieber
  - Say So von Doja Cat
  - Everything I Wanted von Billie Eilish
  - Don’t Start Now von Dua Lipa
  - Cardigan von Taylor Swift

Beste Popdarbietung eines Duos / einer Gruppe (Best Pop Duo / Group Performance):
- Rain on Me von Lady Gaga & Ariana Grande
- nominiert waren außerdem:
  - Un día von J Balvin, Dua Lipa, Bad Bunny & Tainy
  - Intentions von Justin Bieber featuring Quavo
  - Dynamite von BTS
  - Exile von Taylor Swift featuring Bon Iver

Bestes Gesangsalbum – Traditioneller Pop (Best Traditional Pop Vocal Album):
- American Standard von James Taylor
- nominiert waren außerdem:
  - Blue Umbrella von (Burt Bacharach &) Daniel Tashian
  - True Love: A Celebration of Cole Porter von Harry Connick
  - Unfollow the Rules von Rufus Wainwright
  - Judy von Renée Zellweger

Bestes Gesangsalbum – Pop (Best Pop Vocal Album):
- Future Nostalgia von Dua Lipa
- nominiert waren außerdem:
  - Changes von Justin Bieber
  - Chromatica von Lady Gaga
  - Fine Line von Harry Styles
  - Folklore von Taylor Swift

## Dance / Electronic Music
Beste Dance-Aufnahme (Best Dance Recording):
- 10% von Kaytranada featuring Kali Uchis
- nominiert waren außerdem:
  - On My Mind von Diplo & Sidepiece
  - My High von Disclosure featuring Aminé & Slowthai
  - The Difference von Flume featuring Toro y Moi
  - Both of Us von Jayda G

Bestes Dance-/Electronic-Album (Best Dance/Electronic Album):
- Bubba von Kaytranada
- nominiert waren außerdem:
  - Kick I von Arca
  - Planet’s Mad von Baauer
  - Energy von Disclosure
  - Good Faith von Madeon

## Zeitgenössische Instrumentalmusik
Bestes zeitgenössisches Instrumentalalbum (Best Contemporary Instrumental Album):
- Live at the Royal Albert Hall von Snarky Puppy
- nominiert waren außerdem:
  - Axiom von Christian Scott aTunde Adjuah
  - Chronology of a Dream: Live at the Village Vanguard von Jon Batiste
  - Take the Stairs von Black Violin
  - Americana von Grégoire Maret, Romain Collin & Bill Frisell

## Rock
Beste Rock-Darbietung (Best Rock Performance):
- Shameika von Fiona Apple
- nominiert waren außerdem:
  - Not von Big Thief
  - Kyoto von Phoebe Bridgers
  - The Steps von Haim
  - Stay High von Brittany Howard
  - Daylight von Grace Potter

Beste Metal-Darbietung (Best Metal Performance):
- Bum-Rush von Body Count
- nominiert waren außerdem:
  - Underneath von Code Orange
  - The In-Between von In This Moment
  - Bloodmoney von Poppy
  - Executioner’s Tax (Swing of the Axe) - Live von Power Trip

Bester Rocksong (Best Rock Song):
- Stay High von Brittany Howard (Autorin: Brittany Howard)
- nominiert waren außerdem:
  - Kyoto von Phoebe Bridgers (Autoren: Phoebe Bridgers, Morgan Nagler, Marshall Vore)
  - Lost in Yesterday von Tame Impala (Autor: Kevin Parker)
  - Not von Big Thief (Autorin: Adrianne Lenker)
  - Shameika von Fiona Apple (Autorin: Fiona Apple)

Bestes Rock-Album (Best Rock Album):
- The New Abnormal von den Strokes
- nominiert waren außerdem:
  - A Hero’s Death von Fontaines D. C.
  - Kiwanuka von Michael Kiwanuka
  - Daylight von Grace Potter
  - Sound & Fury von Sturgill Simpson

## Alternative
Bestes Alternative-Album (Best Alternative Music Album):
- Fetch the Bolt Cutters von Fiona Apple
- nominiert waren außerdem:
  - Hyperspace von Beck
  - Punisher von Phoebe Bridgers
  - Jaime von Brittany Howard
  - The Slow Rush von Tame Impala

## R&B
Beste R&B-Darbietung (Best R&B Performance):
- Black Parade von Beyoncé
- nominiert waren außerdem:
  - Lightning & Tunder von Jhené Aiko featuring John Legend
  - All I Need Jacob Collier featuring Mahalia, Ty Dolla Sign
  - Goat Head von Brittany Howard
  - See Me von Emily King

Beste Darbietung – Traditioneller R&B (Best Traditional R&B Performance):
- Anything for You von Ledisi
- nominiert waren außerdem:
  - Sit On Down von The Baylor Project featuring Jean Baylor, Marcus Baylor
  - Wonder What She Thinks of Me Chloe x Halle
  - Let Me Go Mykal Kilgore
  - Distance von Yebba

Bester R&B-Song (Best R&B Song):
- Better Than I Imagine von Robert Glasper featuring H.E.R. & Meshell Ndegeocello (Autoren: Robert Glasper, Meshell Ndegeocello, Gabriella Wilson)
- nominiert waren außerdem:
  - Black Parade von Beyoncé (Autoren: Denisia Andrews, Beyoncé, Stephen Bray, Shawn Carter, Brittany Coney, Derek James Dixie, Akil King, Kim Krysiuk, Rickie Tice)
  - Collide von Tiana Major9, Earthgang (Autoren: Sam Barsh, Stacey Barthe, Sonyae Elise, Olu Fann, Akil King, Josh Lopez, Kaveh Rastegar, Benedetto Rotondi)
  - Do It von Chloe x Halle (Autoren: Chloe Bailey, Halle Bailey, Anton Kuhl, Victoria Monét, Scott Storch, Vincent Van Den Ende)
  - Slow Down von Skip Marley, H.E.R. (Autoren: Nasri Atweh, Badriia Bourelly, Skip Marley, Ryan Williamson & Gabriella Wilson)

Bestes Progressive R&B Album (Best Progressive R&B Album):
- It Is What It Is von Thundercat
- nominiert waren außerdem:
  - Chilombo von Jhené Aiko
  - Ungodly Hour von Chloe x Halle
  - Free Nationals von Free Nationals
  - Fuck Yo Feelings von Robert Glasper

Bestes R&B-Album (Best R&B Album):
- Bigger Love von John Legend
- nominiert waren außerdem:
  - Happy 2 Be There von Ant Clemons
  - Take Time von Giveon
  - to feel love/d von Luke James
  - All Rise von Gregory Porter

## Rap
Beste Rap-Darbietung (Best Rap Performance):
- Savage von Megan Thee Stallion featuring Beyoncé
- nominiert waren außerdem:
  - Deep Reverence von Big Sean featuring Nipsey Hussle
  - Bop von DaBaby
  - What’s Poppin von Jack Harlow
  - The Bigger Picture von Lil Baby
  - Dior von Pop Smoke

Beste Melodic-Rap-Darbietung (Best Melodic Rap Performance):
- Lockdown von Anderson Paak
- nominiert waren außerdem:
  - Rockstar von DaBaby featuring Roddy Ricch
  - Laugh Now, Cry Later von Drake featuring Lil Durk
  - The Box von Roddy Ricch
  - Highest In The Room von Travis Scott

Bester Rap-Song (Best Rap Song):
- Savage von Megan Thee Stallion featuring Beyoncé (Autoren: Beyoncé, Shawn Carter, Brittany Hazzard, Derrick Milano, Terius Nash, Megan Pete, Bobby Session Jr., Jordan Kyle, Lanier Thorpe, Anthony White)
- nominiert waren außerdem:
  - The Bigger Picture von Lil Baby (Autoren: Dominique Jones, Noah Pettigrew, Rai'shaun Williams)
  - The Box von Roddy Ricch (Autoren: Samuel Gloade, Rodrick Moore)
  - Laugh Now, Cry Later von Drake featuring Lil Durk (Autoren: Durk Banks, Rogét Chahayed, Aubrey Graham, Daveon Jackson, Ron LaTour, Ryan Martinez)
  - Rockstar von DaBaby featuring Roddy Ricch (Autoren: Jonathan Lyndale Kirk, Ross Joseph Portaro IV, Rodrick Moore)

Bestes Rap-Album (Best Rap Album):
- King’s Disease von Nas
- nominiert waren außerdem:
  - Black Habits von D Smoke
  - Alfredo von Freddie Gibbs, The Alchemist
  - A Written Testimony von Jay Electronica
  - The Allegory von Royce da 5′9″

## Country
Beste Country-Solodarbietung (Best Country Solo Performance):
- When My Amy Prays von Vince Gill
- nominiert waren außerdem:
  - Stick That in Your Country Song von Eric Church
  - Who You Thought I Was von Brandy Clark
  - Black like Me von Mickey Guyton
  - Bluebird von Miranda Lambert

Beste Countrydarbietung eines Duos oder einer Gruppe (Best Country Duo/Group Performance):
- 10,000 Hours von Dan + Shay & Justin Bieber
- nominiert waren außerdem:
  - All Night von den Brothers Osborne
  - Ocean von Lady A
  - Sugar Coat von Little Big Town
  - Some People Do von Old Dominion

Bester Countrysong (Best Country Song):
- Crowded Table von den Highwomen (Autoren: Brandi Carlile, Natalie Hemby, Lori McKenna)
- nominiert waren außerdem:
  - Bluebird von Miranda Lambert (Autoren: Luke Dick, Natalie Hemby, Miranda Lambert)
  - The Bones von Maren Morris (Autoren: Maren Morris, Jimmy Robbins, Laura Veltz)
  - More Hearts Than Mine von Ingrid Andress (Autoren: Ingrid Andress, Sam Ellis, Derrick Southerland)
  - Some People Do von Old Dominion (Autoren: Jesse Frasure, Shane McAnally, Matthew Ramsey, Thomas Rhett)

Bestes Countryalbum (Best Country Album):
- Wildcard von Miranda Lambert
- nominiert waren außerdem:
  - Lady Like von Ingrid Andress
  - Your Life Is a Record von Brandy Clark
  - Nightfall von Little Big Town
  - Never Will von Ashley McBryde

## New Age
Bestes New-Age-Album (Best New Age Album):
- More Guitar Stories von Jim West
- nominiert waren außerdem:
  - Songs from the Bardo von Laurie Anderson, Tenzin Choegyal & Jesse Paris Smith
  - Periphery von Priya Darshini
  - Form//Less von Superposition
  - Meditations von Cory Wong & Jon Batiste

## Jazz
Beste Solo-Jazzimprovisation (Best Improvised Jazz Solo):
- All Blues von Chick Corea
- nominiert waren außerdem:
  - Guinevere von Christian Scott aTunde Adjuah
  - Pachamama von Regina Carter
  - Celia von Gerald Clayton
  - Moe Honk von Joshua Redman

Bestes Jazz-Gesangsalbum (Best Jazz Vocal Album):
- Secrets Are the Best Stories von Kurt Elling featuring Danilo Pérez
- nominiert waren außerdem:
  - Ona von Thana Alexa
  - Modern Ancestors von Carmen Lundy
  - Holy Room: Live at Alte Oper von Somi und der Frankfurt Radio Big Band
  - What’s the Hurry von Kenny Washington

Bestes Jazz-Instrumentalalbum (Best Jazz Instrumental Album):
- Trilogy 2 von Chick Corea, Christian McBride & Brian Blade
- nominiert waren außerdem:
  - On the Tender Spot of Every Calloused Moment  von Ambrose Akinmusire
  - Waiting Game von Terri Lyne Carrington & Social Science
  - Happening: Live at the Village Vanguard von Gerald Clayton
  - Roundagain von Joshua Redman, Brad Mehldau, Christian McBride & Brian Blade

Bestes Album eines Jazz-Großensembles (Best Large Jazz Ensemble Album):
- Data Lords vom Maria Schneider Orchestra
- nominiert waren außerdem:
  - Dialogues on Race von Gregg August
  - MONK’estra Plays John Beasley von John Beasley’s MONK’estra
  - The Intangible Between von Orrin Evans and the Captain Black Big Band
  - Songs You Like a Lot von John Hollenbeck mit Theo Bleckmann, Kate McGarry, Gary Versace und der Frankfurt Radio Big Band

Bestes Latin-Jazz-Album (Best Latin Jazz Album):
- Four Questions  von Arturo O’Farrill and the Afro Latin Jazz Orchestra
- nominiert waren außerdem:
  - Tradiciones vom Afro-Peruvian Jazz Orchestra
  - City of Dreams von Chico Pinheiro
  - Viento y tiempo - Live at Blue Note Tokyo von Gonzalo Rubalcaba & Aymée Nuviola
  - Trane’s Delight von Poncho Sanchez

## Gospel / Christliche Popmusik
Beste Darbietung / bester Song Gospel (Best Gospel Performance / Song):
- Movin’ On von Jonathan McReynolds & Mali Music (Autoren: Darryl L. Howell, Jonathan Caleb McReynolds, Kortney Jamaal Pollard, Terrell Demetrius Wilson)
- nominiert waren außerdem:
  - Wonderful Is Your Name von Melvin Crispell III
  - Release (live) von Ricky Dillard featuring Tiff Joy (Autor: David Frazier)
  - Come Together von The Good News (Autoren: LaShawn Daniels,  Rodney „Darkchild“ Jerkins, Lecrae Moore, Jazz Nixon)
  - Won’t Let Go von Travis Greene (Autor: Travis Greene)

Beste Darbietung / bester Song der christlichen Popmusik (Best Contemporary Christian Music Performance / Song):
- There Was Jesus von Zach Williams & Dolly Parton (Autoren: Casey Beathard, Jonathan Smith, Zach Williams)
- nominiert waren außerdem:
  - The Blessing (live) von Kari Jobe, Cody Carnes & Elevation Worship (Autoren: Chris Brown, Cody Carnes, Kari Jobe Carnes, Steven Furtick)
  - Sunday Morning von Lecrae featuring Kirk Franklin (Autoren: Denisia Andrews, Jones Terrence Antonio, Saint Bodhi, Brittany Coney, Kirk Franklin, Lasanna Harris, Shama Joseph, Stuart Lowery, Lecrae Moore, Nathanael Saint-Fleur)
  - Holy Water von We the Kingdom (Autoren: Andrew Bergthold, Ed Cash, Franni Cash, Martin Cash, Scott Cash)
  - Famous For (I Believe) von Tauren Wells featuring Jenn Johnson (Autoren: Chuck Butler, Krissy Nordhoff, Jordan Sapp, Alexis Slifer, Tauren Wells)

Bestes Gospel-Album (Best Gospel Album):
- Gospel According to PJ von PJ Morton
- nominiert waren außerdem:
  - 2econd Wind: Ready von Anthony Brown & Group Therapy
  - My Tribute von Myron Butler
  - Choirmaster von Ricky Dillard
  - Kierra von Kierra Sheard

Bestes Album der christlichen Popmusik (Best Contemporary Christian Music Album):
- Jesus Is King von Kanye West
- nominiert waren außerdem:
  - Run to the Father von Cody Carnes
  - All of My Best Friends von Hillsong Young & Free
  - Holy Water von We the Kingdom
  - Citizen of Heaven von Tauren Wells

Bestes Roots-Gospel-Album (Best Roots Gospel Album):
- Celebrating Fisk! (The 150th Anniversary Album) von den Fisk Jubilee Singers
- nominiert waren außerdem:
  - Beautiful Day von Mark Bishop
  - 20/20 von der Crabb Family
  - What Christmas Really Means von den Erwins
  - Something Beautiful von Ernie Haase & Signature Sound

## Latin
Bestes Latin-Pop- oder Urban-Album (Best Latin Pop or Urban Album):
- Yhlqmdlg von Bad Bunny
- nominiert waren außerdem:
  - Por primera vez von Camilo
  - Mesa para dos von Kany García
  - Pausa von Ricky Martin
  - 3:33 von Debi Nova

Bestes Latin-Rock- oder Alternative-Album (Best Latin Rock or Alternative Album):
- La conquista del espacio von Fito Paez
- nominiert waren außerdem:
  - Aura von Bajofondo
  - Monstruo von Cami
  - Sobrevolando von Cultura Profética
  - Miss Colombia von Lido Pimienta

Bestes Album mit regionaler mexikanischer Musik einschließlich Tejano (Best Regional Mexican Music Album – Including Tejano):
- Un canto por México, Vol. 1 von Natalia Lafourcade
- nominiert waren außerdem:
  - Hecho en México von Alejandro Fernández
  - La serenata von Lupita Infante
  - Bailando sones y huapangos con Mariachi Sol de México de José Hernández von Mariachi Sol de México de José Hernández
  - Ayayay! von Christian Nodal

Bestes Tropical-Latinalbum (Best Tropical Latin Album):
- 40 von Grupo Niche
- nominiert waren außerdem:
  - Mi tumbao von José Alberto „El Ruiseñor“
  - Infinito von Edwin Bonilla
  - Sigo cantando al amor (Deluxe) von Jorge Celedon & Sergio Luis
  - Memorias de navidad von Victor Manuelle

## American Roots Music
Beste American-Roots-Darbietung (Best American Roots Performance):
- I Remember Everything von John Prine
- nominiert waren außerdem:
  - Colors von den Black Pumas
  - Deep in Love von Bonny Light Horseman
  - Short and Sweet von Brittany Howard
  - I’ll Be Gone von Norah Jones & Mavis Staples

Bestes American-Roots-Lied (Best American Roots Song):
- I Remember Everything von John Prine (Autoren: Pat McLaughlin, John Prine)
- nominiert waren außerdem:
  - Cabin von den Secret Sisters (Autorinnen: Laura Rogers, Lydia Rogers)
  - Ceiling to the Floor von Sierra Hull (Autoren: Sierra Hull, Kai Welch)
  - Hometown von Sarah Jarosz (Autorin: Sarah Jarosz)
  - Man Without a Soul von Lucinda Williams (Autoren: Tom Overby, Lucinda Williams)

Bestes Americana-Album (Best Americana Album):
- World on the Ground von Sarah Jarosz
- nominiert waren außerdem:
  - Old Flowers von Courtney Marie Andrews
  - Terms of Surrender von Hiss Golden Messenger
  - El Dorado von Marcus King
  - Good Souls Better Angels von Lucinda Williams

Bestes Bluegrass-Album (Best Bluegrass Album):
- Home von Billy Strings
- nominiert waren außerdem:
  - Man on Fire von Danny Barnes
  - To Live in Two Worlds, Vol. 1 von Thomm Jutz
  - North Carolina Songbook von den Steep Canyon Rangers
  - The John Hartford Fiddle Tune Project, Vol. 1 von verschiedenen Interpreten

Bestes traditionelles Blues-Album (Best Traditional Blues Album):
- Rawer Than Raw von Bobby Rush
- nominiert waren außerdem:
  - All My Dues Are Paid von Frank Bey
  - You Make Me Feel von Don Bryant
  - That’s What I Heard von der Robert Cray Band
  - Cypress Grove von Jimmy „Duck“ Holmes

Bestes zeitgenössisches Blues-Album (Best Contemporary Blues Album):
- Have You Lost Your Mind Yet? von Fantastic Negrito
- nominiert waren außerdem:
  - Live at the Paramount von der Ruthie Foster Big Band
  - The Juice von G. Love
  - Blackbirds von Bettye LaVette
  - Up and Rolling von den North Mississippi Allstars

Bestes Folkalbum (Best Folk Album):
- All the Good Times von Gillian Welch & David Rawlings
- nominiert waren außerdem:
  - Bonny Light Horseman von Bonny Light Horseman
  - Thanks for the Dance von Leonard Cohen
  - Song for Our Daughter von Laura Marling
  - Saturn Return von den Secret Sisters

Bestes Album mit Musik mit regionalen Wurzeln (Best Regional Roots Music Album):
- Atmosphere von den New Orleans Nightcrawlers
- nominiert waren außerdem:
  - My Relatives „Nikso Kowaiks“ von den Black Lodge Singers
  - Cameron Dupuy and the Cajun Troubadours von Cameron Dupuy and the Cajun Troubadours
  - Lovely Sunrise von Nā Wai ʽEhā
  - A Tribute to Al Berard von Sweet Cecilia

## Reggae
Bestes Reggae-Album (Best Reggae Album):
- Got to Be Tough von Toots & the Maytals
- nominiert waren außerdem:
  - Upside Down 2020 von Buju Banton
  - Higher Place von Skip Marley
  - It All Comes Back to Love von Maxi Priest
  - One World von den Wailers

## Weltmusik
Bestes Weltmusikalbum (Best World Music Album):
- Twice as Tall von Burna Boy
- nominiert waren außerdem:
  - Fu Chronicles von Antibalas
  - Agora von Bebel Gilberto
  - Love Letters von Anoushka Shankar
  - Amadjar von Tinariwen

## Für Kinder
Bestes Kinderalbum (Best Children’s Album):
- All the Ladies von Joanie Leeds
- nominiert waren außerdem:
  - Be a Pain: An Album for Young (And Old) Leaders von Alastair Moock and Friends
  - I’m an Optimist von Dog on Fleas
  - Songs for Singin’ von den Okee Dokee Brothers
  - Wild Life von Justin Roberts

## Sprache
Bestes gesprochenes Album (eingeschlossen Lyrik, Hörbücher und Storytelling) (Best Spoken Word Album – includes poetry, audio books & storytelling):
- Blowout: Corrupted Democracy, Rogue State Russia, and the Richest, Most Destructive Industry on Earth von Rachel Maddow
- nominiert waren außerdem:
  - Acid for the Children: A Memoir von Flea
  - Alex Trebek - The Answer Is … von Ken Jennings
  - Catch and Kill von Ronan Farrow
  - Charlotte’s Web (E. B. White) von Meryl Streep (& full cast)

## Comedy
Bestes Comedyalbum (Best Comedy Album):
- Black Mitzvah von Tiffany Haddish
- nominiert waren außerdem:
  - I Love Everything von Patton Oswalt
  - The Pale Tourist von Jim Gaffigan
  - Paper Tiger von Bill Burr
  - 23 Hours to Kill von Jerry Seinfeld

## Musical-Theater
Bestes Musical-Theater-Album (Best Musical Theater Album):
- Jagged Little Pill von der Original Broadway Cast mit Kathryn Gallagher, Celia Rose Gooding, Lauren Patten und Elizabeth Stanley (Produzenten: Neal Avron, Pete Ganbarg, Tom Kitt, Michael Parker, Craig Rosen, Vivek J. Tiwary; Musik: Glen Ballard, Alanis Morissette; Text: Alanis Morissette)
- nominiert waren außerdem:
  - Amélie von der Original London Cast mit Audrey Brisson, Chris Jared, Caolan McCarthy und Jez Unwin (Produzenten: Barnaby Race, Nathan Tysen; Musik: Daniel Messe; Text: Nathan Tysen, Daniel Messe)
  - American Utopia on Broadway von der Original Cast mit David Byrne (Produzent, Musik und Text: David Byrne)
  - Little Shop of Horrors von der New Off-Broadway Cast mit Tammy Blanchard, Jonathan Groff und Tom Alan Robbins (Produzenten: Will Van Dyke, Michael Mayer, Alan Menken, Frank Wolf; Musik: Alan Menken; Text: Howard Ashman)
  - The Prince of Egypt von der Original Cast mit Christine Allado, Luke Brady, Alexia Khadime und Liam Tamne (Produzenten: Dominick Amendum, Stephen Schwartz; Musik und Text: Stephen Schwartz)
  - Soft Power von der Original Cast mit Francis Jue, Austin Ku, Alyse Alan Louis und Conrad Ricamora (Produzent: Matt Stine; Musik: Jeanine Tesori; Text: Jeanine Tesori, David Henry Hwang)

## Musik für visuelle Medien (Film, Fernsehen, Videospiele usw.)
Bester zusammengestellter Soundtrack für visuelle Medien (Best Compilation Soundtrack for Visual Media)
- Jojo Rabbit von verschiedenen Interpreten
- nominiert waren außerdem:
  - A Beautiful Day in the Neighborhood von verschiedenen Interpreten
  - Bill & Ted Face the Music von verschiedenen Interpreten
  - Eurovision Song Contest: The Story of Fire Saga von verschiedenen Interpreten
  - Frozen 2 von verschiedenen Interpreten

Bester komponierter Soundtrack für visuelle Medien (Best Score Soundtrack for Visual Media)
- Joker von Hildur Guðnadóttir
- nominiert waren außerdem:
  - Ad Astra von Max Richter
  - Becoming von Kamasi Washington
  - 1917 von Thomas Newman
  - Star Wars: The Rise of Skywalker von John Williams

Bester Song geschrieben für visuelle Medien (Best Song Written for Visual Media)
- No Time to Die von Billie Eilish (Autoren: Billie Eilish O’Connell, Finneas O’Connell; Film: No Time to Die)
- nominiert waren außerdem:
  - Beautiful Ghosts von Taylor Swift (Autoren: Andrew Lloyd Webber, Taylor Swift; Film: Cats)
  - Carried Me with You von Brandi Carlile (Autoren: Brandi Carlile, Phil Hanseroth, Tim Hanseroth; Film: Onward)
  - Into the Unknown von Idina Menzel & Aurora (Autoren: Kristen Anderson-Lopez, Robert Lopez; Film: Frozen 2)
  - Stand Up von Cynthia Erivo (Autoren: Joshuah Brian Campbell, Cynthia Erivo; Film: Harriet)

## Komposition/Arrangement
Beste Instrumentalkomposition (Best Instrumental Composition):
- Sputnik von Maria Schneider (Komponistin: Maria Schneider)
- nominiert waren außerdem:
  - Baby Jack von Arturo O’Farrill and the Afro Latin Jazz Orchestra (Komponist: Arturo O’Farrill)
  - Be Water II von Christian Sands (Komponist: Christian Sands)
  - Plumfield von Alexandre Desplat (Komponist: Alexandre Desplat)
  - Strata von Remy Le Boeuf’s Assembly of Shadows featuring Anna Webber & Eric Miller (Komponist: Remy Le Boeuf)

Bestes Instrumental- oder A-cappella-Arrangement (Best Arrangement, Instrumental or A Cappella):
- Donna Lee von John Beasley (Arrangeur: John Beasley)
- nominiert waren außerdem:
  - Bathroom Dance von Hildur Guðnadóttir (Arrangeurin: Hildur Guðnadóttir)
  - Honeymooners von Remy Le Boeuf’s Assembly of Shadows (Arrangeur: Remy Le Boeuf)
  - Lift Every Voice and Sing von Jarrett Johnson featuring Alvin Chea (Arrangeure: Alvin Chea, Jarrett Johnson)
  - Uranus: The Magican vom Jeremy Levy Jazz Orchestra (Arrangeur: Jeremy Levy)

Bestes Arrangement von Instrumenten und Gesang (Best Arrangement, Instruments and Vocals):
- He Won’t Hold You von Jacob Collier featuring Rapsody (Arrangement: Jacob Collier)
- nominiert waren außerdem:
  - Asas fechadas von Maria Mendes featuring John Beasley & Metropole Orkest (Arrangement: John Beasley, Maria Mendes)
  - Desert Song von Säje (Arrangement: Erin Bentlage, Sara Gazarek, Johnaye Kendrick, Amanda Taylor)
  - From This Place von Pat Metheny featuring Meshell Ndegeocello (Arrangement: Alan Broadbent, Pat Metheny)
  - Slow Burn von Becca Stevens featuring Jacob Collier, Mark Lettieri, Justin Stanton, Jordan Perlson, Nic Hard, Keita Ogawa, Marcelo Woloski & Nate Werth (Arrangement: Talia Billig, Nic Hard, Becca Stevens)

## Sonderausgaben
Bestes Aufnahme-Paket (Best Recording Package):
- Vols. 11 & 12 von Desert Sessions (Künstlerische Leiter: Doug Cunningham, Jason Noto)
- nominiert waren außerdem:
  - Everyday Life von Coldplay (Künstlerische Leiterin: Pilar Zeta)
  - Funeral von Lil Wayne (Künstlerische Leiter: Kyle Goen, Alex Kalatschinow)
  - Healer von Grouplove (Künstlerische Leiter: Julian Gross, Hannah Hooper)
  - On Circles von Caspian (Künstlerischer Leiter: Jordan Butcher)

Bestes Paket als Box oder limitierte Sonderausgabe (Best Boxed or Special Limited Edition Package):
- Ode to Joy von Wilco (Künstlerische Leiter: Lawrence Azerrad, Jeff Tweedy)
- nominiert waren außerdem:
  - Flaming Pie (Collector’s Edition) von Paul McCartney (Künstlerische Leiter: Linn Wie Andersen, Simon Earith, Paul McCartney, James Musgrave)
  - Giants Stadium 1987, 1989, 1991 von Grateful Dead (Künstlerische Leiterinnen: Lisa Glines, Doran Tyson)
  - Mode von Depeche Mode (Künstlerische Leiter: Jeff Schulz, Paul A. Taylor)
  - The Story of Ghostly International von verschiedenen Interpreten (Künstlerische Leiter: Michael Cina, Molly Smith)

## Begleittexte
Bester Album-Begleittext (Best Album Notes):
- Dead Man’s Pop von den Replacements (Verfasser: Bob Mehr)
- nominiert waren außerdem:
  - At the Minstrel Show: Minstrel Routines from the Studio, 1894–1926 von verschiedenen Interpreten (Verfasser: Tim Brooks)
  - The Bakersfield Sound: Contry Music Capital of the West, 1940–1974 von verschiedenen Interpreten (Verfasser: Scott B. Bomar)
  - The Missing Link: How Gus Haenschen Got Us from Joplin to Jazz and Shaped the Music Business (Verfasser: Colin Hancock)
  - Out of a Clear Blue Sky von Nat Brusiloff (Verfasser: David Sager)

## Historisches
Bestes historisches Album (Best Historical Album):
- It’s Such a Good Feeling: The Best of Mister Rogers von Fred Rogers (Produzenten der Zusammenstellung: Lee Lodyga, Cheryl Pawelski; Technik: Michael Graves)
- nominiert waren außerdem:
  - Celebrated, 1985–1896 vom Unique Quartette (Produzenten der Zusammenstellung: Meagan Hennessey, Richard Martin; Technik: Richard Martin)
  - Hittin’ the Ramp: The Early Years (1936–1943) von Nat King Cole (Produzenten der Zusammenstellung: Zev Feldman, Will Friedwald, George Klabin; Technik: Nat King Cole)
  - 1999 Super Deluxe Edition von Prince (Produzent der Zusammenstellung: Michael Howe; Technik: Bernie Grundman)
  - Souvenir von Orchestral Manoeuvres in the Dark (Produzentin der Zusammenstellung: Carolyn Agger; Technik: Miles Showell)
  - Throw Down Your Heart: The Complete Africa Sessions von Béla Fleck (Produzent der Zusammenstellung: Béla Fleck; Technik: Richard Dodd)

## Produktion, ohne Klassik
Beste Abmischung eines Albums, ohne Klassik (Best Engineered Album, Non-Classical):
- Hyperspace von Beck (Technik: Drew Brown, Julian Burg, Andrew Coleman, Paul Epworth, Shawn Everett, Serban Ghenea, Davi Greenbaum, John Hanes, Beck Hansen, Jaycen Joshua, Greg Kurstin, Mike Larson, Cole M. G. N., Alex Pasco, Matt Wiggins; Mastering: Randy Merrill)
- nominiert waren außerdem:
  - Black Hole Rainbow von Devon Gilfillian (Technik: Shawn Everett, Ivan Wayman; Mastering: Bob Ludwig)
  - Expectations von Katie Pruitt (Technik: Gary Paczosa, Mike Robinson; Mastering: Paul Blakemore)
  - Jaime von Brittany Howard (Technik und Mastering: Shawn Everett)
  - 25 Trips von Sierra Hull (Technik: Sandy Gandhi, Gary Paczosa; Mastering: Adam Grover)

Produzent des Jahres, ohne Klassik (Producer of the Year, Non-Classical):
- Andrew Watt
- nominiert waren außerdem:
  - Jack Antonoff
  - Dan Auerbach
  - Dave Cobb
  - Flying Lotus

Beste Remix-Aufnahme (Best Remixed Recording):
- Roses von Saint Jhn: Imanbek Remix von Imanbek Zeikenov
- nominiert waren außerdem:
  - Do You Ever von Phil Good: RAC Mix vom Remix Artist Collective
  - Imaginary Friends von Deadmau5: Morgan Page Remix von Morgan Page
  - Praying for You von Jasper Street Co.: Louie Vega Main Remix von Louie Vega
  - Young & Alive von Bazzi: Bazzi vs. Haywyre Remix von Haywyre

## Produktion, Immersive Audio
Bestes Immersive-Audio-Album (Best Immersive Audio Album):
- ausgesetzt (die Auszeichnungen für dieses Jahr werden bei der Verleihung im nächsten Jahr nachgeholt)

## Produktion, Klassik
Beste Abmischung eines Albums, Klassik (Best Engineered Album, Classical):
- Shostakovich: Symphony No. 13,‚Baby Yar‘ vom Chicago Symphony Orchestra unter Leitung von Riccardo Muti (Technik: David Frost, Charlie Post, Silas Brown)
- nominiert waren außerdem:
  - Danielpour: The Passion of Yeshua von den UCLA Chamber Singers unter Leitung von James K. Bass, dem Buffalo Philharmonic Orchestra unter Leitung von JoAnn Falletta und dem Buffalo Philharmonic Chorus unter Leitung von Adam Luebke (Technik: Bernd Gottinger)
  - Gershwin: Porgy and Bess von Frederick Ballentine, Angel Blue, Denyce Graves, Latonia Moore, Eric Owens und dem Metropolitan Opera Orchestra & Chorus unter Leitung von David Robertson (Technik: David Frost, John Kerswell, Silas Brown)
  - Hynes: Fields von Third Coast Percussion unter Leitung von Devonté Hynes (Technik: Kyle Pyke, Jesse Lewis)
  - Ives: Complete Symphonies von der Los Angeles Symphonic unter Leitung von Gustavo Dudamel (Technik: Alexander Lipay, Dimitriy Lipay)

Klassikproduzent des Jahres (Producer of the Year, Classical):
- David Frost
- nominiert waren außerdem:
  - Blanton Alspaugh
  - Jesse Lewis
  - Dmitriy Lipay
  - Elaine Martone

## Klassische Musik
Beste Orchesterdarbietung (Best Orchestral Performance):
- Ives: Complete Symphonies von der Los Angeles Symphonic unter Leitung von Gustavo Dudamel
- nominiert waren außerdem:
  - Aspects of America – Pulitzer Edition von der Oregon Symphony unter Leitung von Carlos Kalmar
  - Concurrence vom Iceland Symphony Orchestra unter Leitung von Daníel Bjarnason
  - Copland: Symphony No. 3 von der San Francisco Symphony unter Leitung von Michael Tilson Thomas
  - Lutosławski: Symphonies Nos. 2 & 3 vom Finnish Radio Symphony Orchestra unter Leitung von Hannu Lintu

Beste Opernaufnahme (Best Opera Recording):
- Gershwin: Porgy and Bess von Frederick Ballentine, Angel Blue, Denyce Graves, Latonia Moore, Eric Owens und dem Metropolitan Opera Orchestra & Chorus unter Leitung von David Robertson (Produzent: David Frost)
- nominiert waren außerdem:
  - Dello Joio: The Trial at Rouen von Heather Buck, Stephen Power, dem Boston Modern Orchestra Project und dem Odyssey Opera Chorus unter Leitung von Gil Rose (Produzent: Gil Rose)
  - Floyd: Prince of Players von Alexander Dobson, Keith Phares, Kate Royal, dem Milwaukee Symphony Orchestra und dem Florentine Opera Chorus unter Leitung von William Boggs (Produzent: Blanton Alspaugh)
  - Händel: Agrippina von Elsa Benoit, Joyce DiDonato, Franco Fagioli, Jakub Józef Orliński, Luca Pisaroni und Il pomo d’oro unter Leitung von Maxim Emelyanychev (Produzent: Daniel Zalay)
  - Zemlinsky: Der Zwerg von David Butt Philip, Elena Tsallagova und dem Orchester und Chor der Deutschen Oper Berlin unter Leitung von Donald Runnicles (Produzenten: Peter Ghirardini, Erwin Stürzer)

Beste Chordarbietung (Best Choral Performance):
- Danielpour: The Passion of Yeshua von J’Nai Bridges, Timothy Fallon, Kenneth Overton, Hila Plitmann, Matthew Worth, den UCLA Chamber Singers unter Leitung von James K. Bass, dem Buffalo Philharmonic Orchestra unter Leitung von JoAnn Falletta und dem Buffalo Philharmonic Chorus unter Leitung von Adam Luebke
- nominiert waren außerdem:
  - Carthage von The Crossing unter Leitung von Donald Nally
  - Katalsky: Requiem von Joseph Charles Beutel, Anna Dennis, dem Orchestra of St. Luke’s unter Leitung von Leonard Slatkin, der Cathedral Choral Society, dem Clarion Choir, dem Kansas City Chorale und dem Saint Tikhon Choir unter Leitung von Charles Bruffy und Steven Fox
  - Moravec: Sanctuary Road von Joshua Blue, Raehann Bryce-Davis, Dashon Burton, Malcolm J. Merriweather, Laquita Mitchell, dem Oratiorio Society of New York Orchestra und Chorus unter Leitung von Kent Tritle
  - Once Upon a Time vom Skylark Vocal Ensemble mit Sarah Walker (Erzählerin)

Beste Kammermusik-/Kleinensembledarbietung (Best Chamber Music/Small Ensemble Performance):
- Contemporary Voices vom Pacifica Quartet
- nominiert waren außerdem:
  - Healing Modes von Brooklyn Rider
  - Hearne: Place von Steven Bradshaw, Sophia Byrd, Josephine Lee, Isaiah Robinson, Sol Ruiz, Ayanna Woods, Diana Wade und dem Place Orchestra unter Leitung von Ted Hearne
  - Hynes: Fields von Third Coast Percussion unter Leitung von Devonté Hynes
  - The Schumann Quartets vom Dover Quartet

Bestes klassisches Instrumentalsolo (Best Classical Instrumental Solo):
- Theofanidis: Concerto for Viola and Chamber Orchestra von Richard O’Neill mit der Albany Symphony unter Leitung von David Alan Miller
- nominiert waren außerdem:
  - Adès: Concerto for Piano and Orchestra von Kirill Gerstein mit dem Boston Symphony Orchestra unter Leitung von Thomas Adès
  - Beethoven: Complete Piano Sonatas von Igor Levit
  - Bohemian Tales von Augustin Hadelich mit Charles Owen und dem Symphonieorchester des Bayerischen Rundfunks unter Leitung von Jakub Hrůša
  - Destination Rachmaninov-Arrival von Daniil Trifonov mit dem Philadelphia Orchestra unter Leitung von Yannick Nézet-Séguin

Bestes klassisches Sologesangsalbum (Best Classical Solo Vocal Album):
- Smyth: The Prison von Sarah Brailey und Dashon Burton mit dem Experiential Chorus und dem Experiential Orchestra unter Leitung von James Blachly
- nominiert waren außerdem:
  - American Composers at Play – William Bolcom, Ricky Ian Gordon, Lori Laitman, John Musto von Stephen Powell mit dem Attacca Quartet, William Bolcom, Ricky Ian Gordon, Lori Laitman, John Musto, Charles Neidich und Jason Vieaux
  - Clairières – Songs by Lili & Nadia Boulanger von Nicholas Phan begleitet von Myra Huang
  - Farinelli von Cecilia Bartoli mit Il Giardino Armonico unter Leitung von Giovanni Antonini
  - A Lad’s Love von Brian Giebler begleitet von Steven McGhee mit Katie Hyun, Michael Katz, Jessica Meyer, Reginald Mobley und Ben Russell

Bestes klassisches Sammelprogramm (Best Classical Compendium):
- From the Diary of Anne Frank & Meditations on Rilke von der San Francisco Symphony unter Leitung von Michael Tilson Thomas (Produzent: Jack Vad)
- nominiert waren außerdem:
  - Adès Conducts Adès von Mark Stone und Christianne Stotijn mit dem Boston Symphony Orchestra unter Leitung von Thomas Adès (Produzent: Nick Squire)
  - Saariaho: Graal théâtre; Circle Map; Neiges; Vers toi qui es si loin vom Philharmonischen Orchester Oslo unter Leitung von Clément Mao-Takacs (Produzent: Hans Kipfer)
  - Symphonic Bach Variations; Laments and Hallelujahs; Flute Concerto with Tango von verschiedenen Orchestern unter Leitung von José Serebrier (Produzent: Jens Braun)
  - Woolf: Fire and Flood von Matt Haimovitz und Anderen unter Leitung von Julian Wachner (Produzent: Blanton Alspaugh)

Beste zeitgenössische klassische Komposition (Best Contemporary Classical Composition):
- Symphony No. 5 von Christopher Rouse (Interpreten: die Nashville Symphony unter Leitung von Giancarlo Guerrero)
- nominiert waren außerdem:
  - Concerto for Piano and Orchestra von Thomas Adès (Interpreten: Kirill Gerstein und das Boston Symphony Orchestra unter Leitung von Thomas Adès)
  - The Passion of Yeshua von Richard Danielpour (Interpreten: die UCLA Chamber Singers unter Leitung von James K. Bass, das Buffalo Philharmonic Orchestra unter Leitung von JoAnn Falletta und der Buffalo Philharmonic Chorus unter Leitung von Adam Luebke)
  - Prince of Players von Carlisle Floyd (Interpreten: Alexander Dobson, Keith Phares, Kate Royal, das Milwaukee Symphony Orchestra und der Florentine Opera Chorus unter Leitung von William Boggs)
  - Place von Ted Hearne (Interpreten: Steven Bradshaw, Sophia Byrd, Josephine Lee, Isaiah Robinson, Sol Ruiz, Ayanna Woods, Diana Wade und dem Place Orchestra unter Leitung von Ted Hearne)

## Musikvideo/-film
Bestes Musikvideo (Best Music Video):
- Brown Skin Girl von Beyoncé, Blue Ivy & Wizkid (Regie: Beyoncé Knowles-Carter, Jenn Nkiru; Produzenten: Astrid Edwards, Aya Kaida, Jean Mougin, Nathan Scherrer, Erinn Williams)
- nominiert waren außerdem:
  - Life Is Good von Future featuring Drake (Regie: Julien Christian Lutz; Produzent: Harv Glazer)
  - Lockdown von Anderson Paak (Regie: Dave Meyers; Produzent: Nathan Scherrer)
  - Adore You von Harry Styles (Regie: Dave Meyers; Produzent: Nathan Scherrer)
  - Goliath von Woodkid (Regie: Yoann Lemoine; Produzent: Horace de Gunzbourg)

Bester Musikfilm (Best Music Film):
- Linda Ronstadt: The Sound of My Voice von Linda Ronstadt (Regie: Rob Epstein, Jeffrey Friedman; Produzenten: Michele Farinola, James Keach)
- nominiert waren außerdem:
  - Beastie Boys Story von den Beastie Boys (Regie: Spike Jonze; Produzenten: Amanda Adelson, Jason Baum, Spike Jonze)
  - Black Is King von Beyoncé (Regie: Emmanuel Adjei, Blitz Bazawule, Beyoncé Knowles-Carter, Kwasi Fordjour; Produzenten: Lauren Baker, Akin Omotoso, Nathan Scherrer, Jeremy Sullivan, Erinn Williams)
  - We Are Freestyle Love Supreme von Freestyle Love Supreme (Regie: Andrew Fried; Produzenten: Andrew Fried, Jill Furman, Thomas Kail, Lin-Manuel Miranda, Sarina Roma, Jenny Steingart, Jon Steingart)
  - That Little Ol’ Band from Texas von ZZ Top (Regie: Sam Dunn; Produzent: Scot McFadyen)